# Eulychnia breviflora
Eulychnia breviflora är en kaktusväxtart som beskrevs av Rodolfo Amando Philippi. Eulychnia breviflora ingår i släktet Eulychnia och familjen kaktusväxter. Inga underarter finns listade i Catalogue of Life.

## Bildgalleri

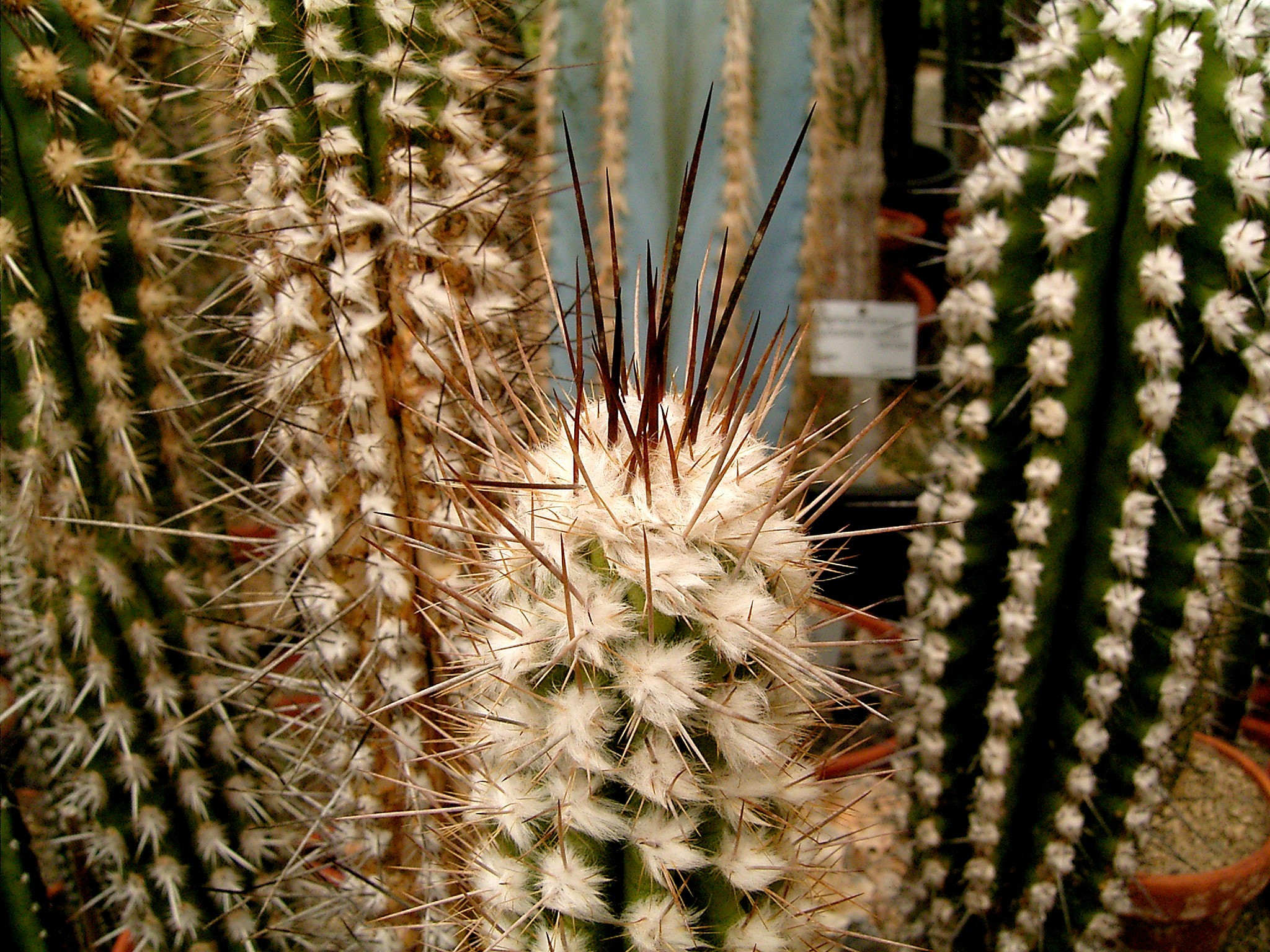
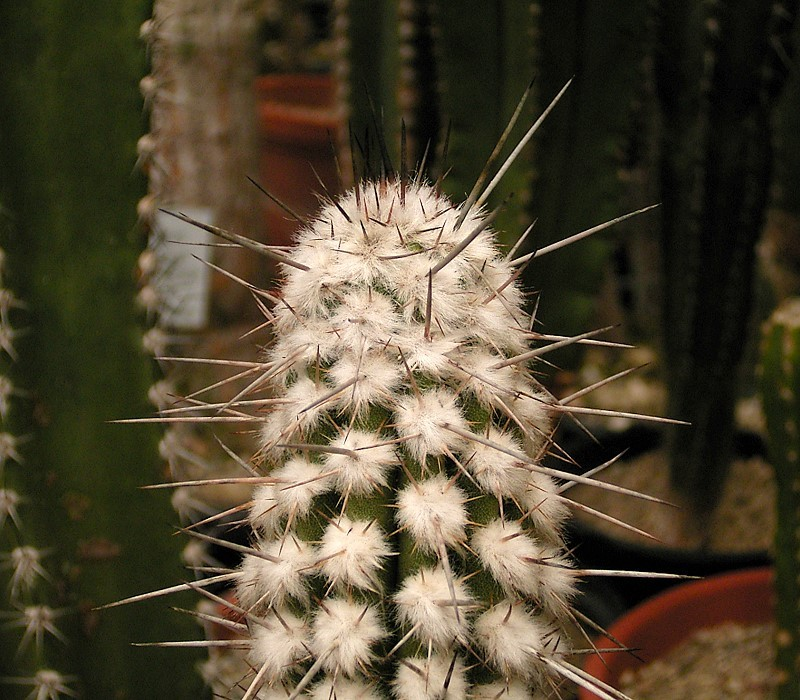
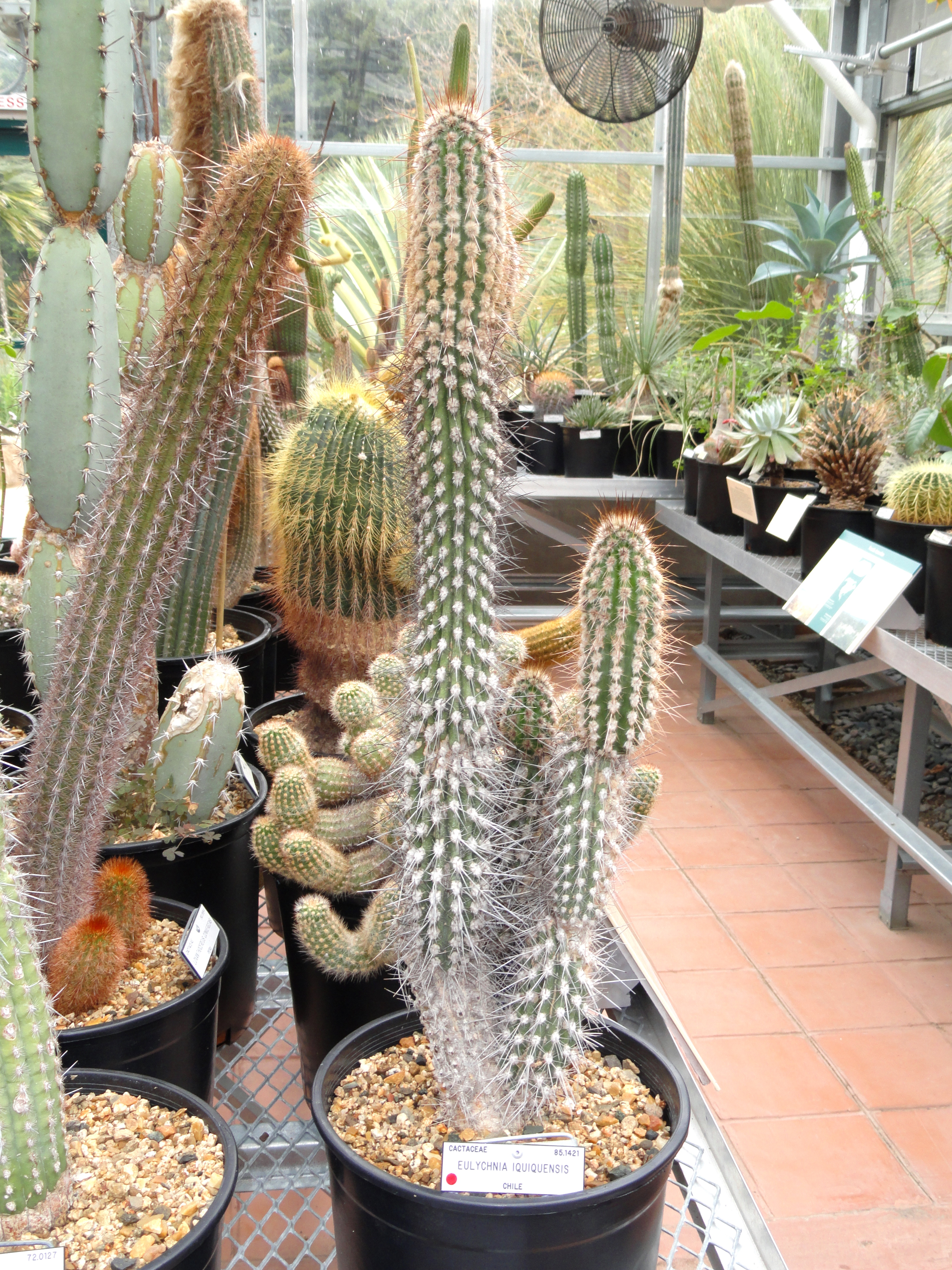
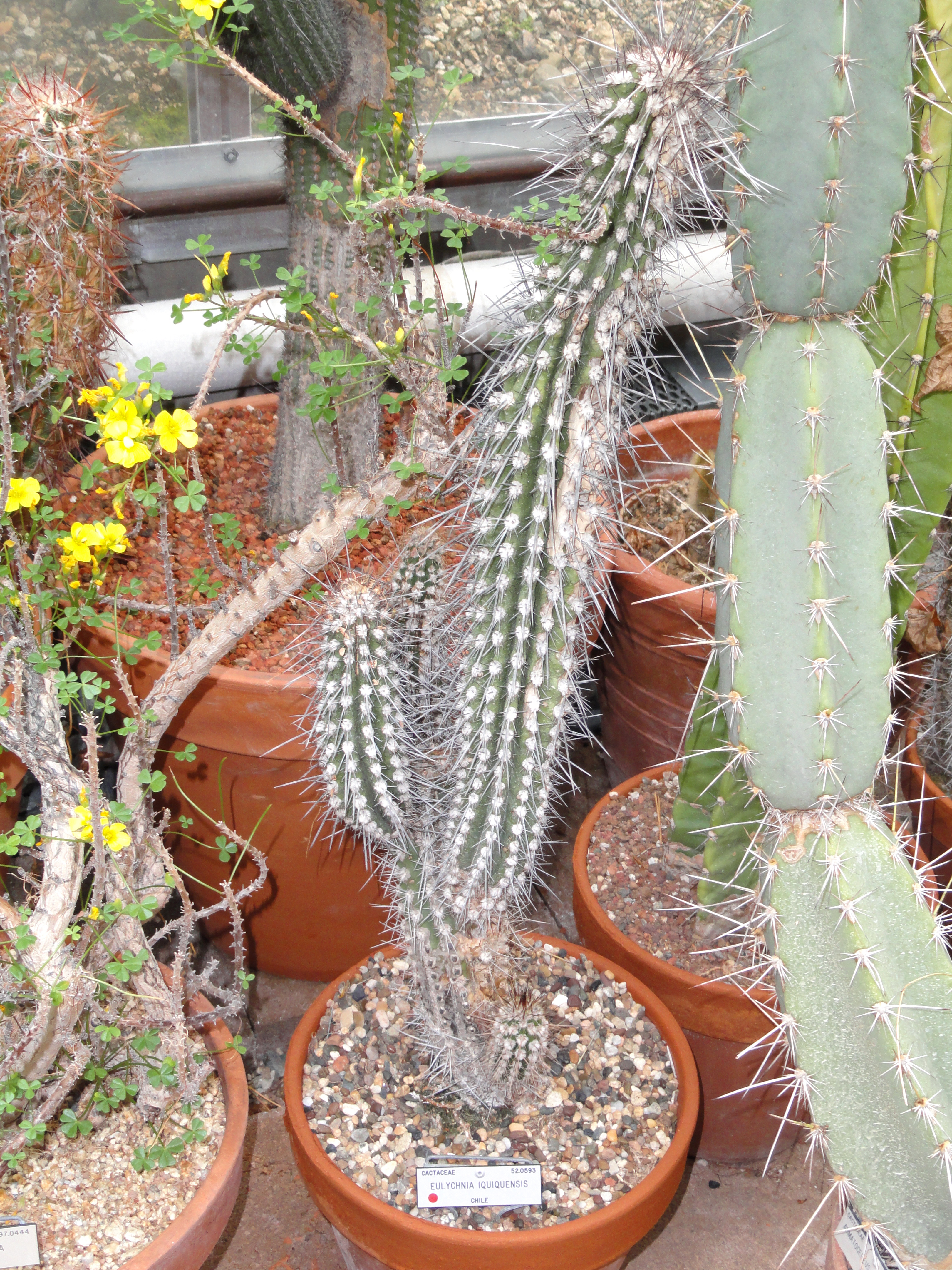
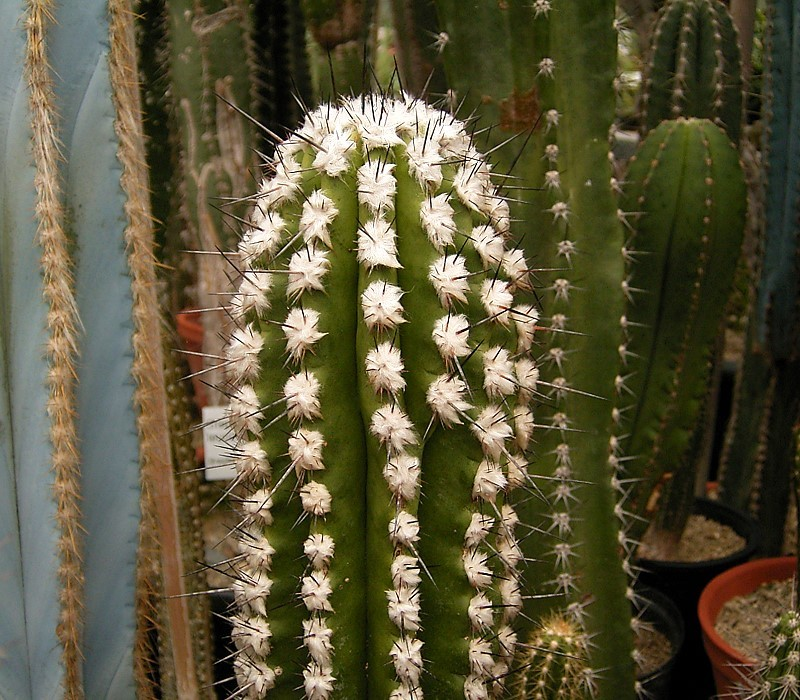
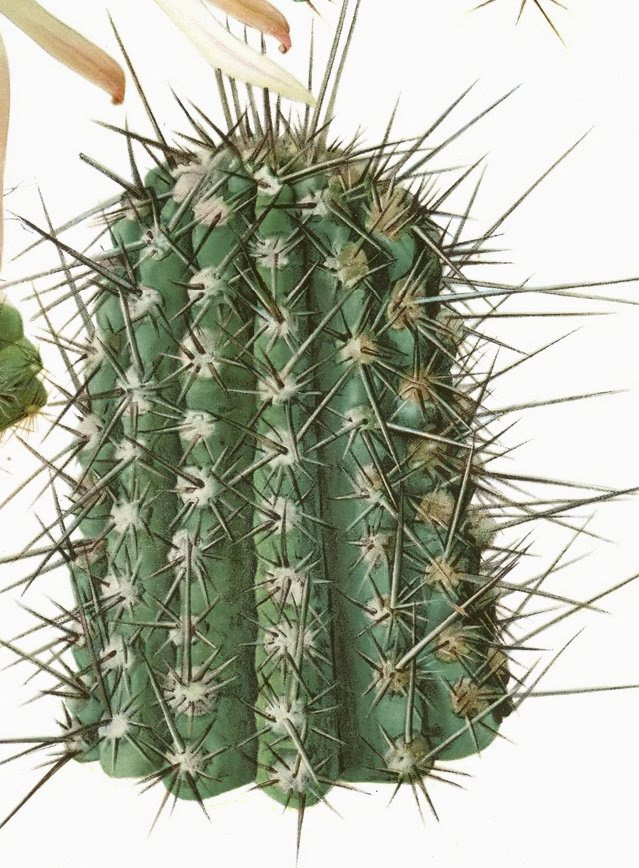